# Jia Xiuquan
Jia Xiuquan (chin. upr. 贾秀全, chin. trad. 賈秀全, pinyin Jiǎ Xiùquán; ur. 9 listopada 1963 w Dalian) – były chiński piłkarz występujący na pozycji obrońcy, a aktualnie trener piłkarski.

## Kariera klubowa
Jia karierę rozpoczynał w 1980 roku w zespole Bayi FC. W 1981 roku, a także w 1986 roku wywalczył z nim mistrzostwo Chin. W sezonach 1983, 1984 oraz 1986 został także uznany Chińskim Piłkarzem Roku. W 1987 roku przeszedł do jugosłowiańskiego Partizana. W 1989 roku zdobył z nim Puchar Jugosławii. W tym samym roku odszedł z klubu. Następnie grał w malezyjskim klubie PDRM FA, a w 1992 roku został graczem japońskiej drużyny Gamba Osaka. W 1993 roku zakończył tam karierę.

## Kariera reprezentacyjna
W reprezentacji Chin Jia zadebiutował w 1983 roku. W 1984 roku znalazł się w drużynie na Puchar Azji. Na tamtym turnieju Chiny zajęły 2. miejsce. Jia natomiast został jego królem strzelców oraz MVP.
W 1988 roku wziął udział w Letnich Igrzyskach Olimpijskich, z których piłkarze Chin odpadli po fazie grupowej. W tym samym roku wraz z ekipą Chin zajął 4. miejsce na Pucharze Azji.
W 1992 roku po raz trzeci został powołany do kadry na Puchar Azji, który Chiny zakończyły na 3. miejscu. W latach 1983–1992 w drużynie narodowej Jia rozegrał łącznie 50 spotkań i zdobył 7 bramek.